# 北海道道407号稚内港線
北海道道407号稚内港線（ほっかいどうどう407ごう わっかないこうせん）は、北海道稚内市内を結ぶ一般道道（北海道道）である。

## 概要

### 路線データ
- 起点：北海道稚内市中央1（稚内港）
- 終点：北海道稚内市中央2（北海道道254号抜海港線交点）
- 路線延長：0.3 km

## 歴史
- 1961年（昭和36年）3月31日 路線認定[1]。

## 地理

### 通過する自治体
- 宗谷総合振興局
  - 稚内市

### 交差する道路
稚内市
- 北海道道254号抜海港線 - 中央2（終点）

### 沿線にある施設など
稚内市
- 北防波堤ドーム - 開運1-2-2
- 中央公園 - 中央2丁目10